# Бошњаци у Србији
Бошњаци у Србији су грађани Србије који се изјашњавају као Бошњаци. Претежно живе у Рашкој области и Старом Влаху (овај предео је познат и под називом Санџак), као и у Метохији.

## Демографија
- 2011: 145.278[2] (без Косова и Метохије)
- 2022: 153.801[3] (без Косова и Метохије)

### Становништво по општинама
| Општина            | Становништво попис 2011 | Бошњаци | Удео   |
| ------------------ | ----------------------- | ------- | ------ |
| Град Нови Пазар    | 100.410                 | 77.743  | 77,12% |
| Општина Тутин      | 31.155                  | 28.041  | 90,00% |
| Општина Сјеница    | 26.392                  | 19.498  | 73,87% |
| Општина Призрен    | 177.781                 | 16.896  | 9,5%   |
| Општина Пријепоље  | 37.059                  | 12.792  | 34,51% |
| Општина Гора       | 14.735                  | 4.094   | 28,48% |
| Општина Прибој     | 27.133                  | 3.811   | 14,04% |
| Општина Пећ        | 96.450                  | 3.786   | 3,93%  |
| Град Београд       | 1.659.440               | 1.596   | 0,10%  |
| Општина Исток      | 39.289                  | 1.142   | 2,90%  |
| Општина Нова Варош | 16.638                  | 788     | 4,73%  |